# Contea di Policastro
La Contea di Policastro fu un antico feudo esistito nei territori circostanti il golfo di Policastro tra la Basilicata, la Calabria settentrionale e la Campania meridionale, tra la fine dell'XI secolo e la fine del XIX secolo.

## Territorio
Il territorio della contea di Policastro comprendeva l'area intorno al golfo di Policastro tra la Basilicata, la Calabria settentrionale e la Campania meridionale, con capitale principale Policastro Bussentino.

## Cronotassi dei conti di Policastro
- Enrico del Vasto (10??-1137), conte di Paternò e conte di Butera.
- Simone del Vasto (1137-1156), conte di Paternò e conte di Butera.
- Manfredo del Vasto (1156-1193), conte di Paternò e conte di Butera.
- Grimaldi (...1328...)
- Sanseverino (1397-...)
- Betto di Principato (dal 3 settembre 1406), ammiraglio, signore di Lauria, Lagonegro, Tortorella e Rivello[1]
- Arteluche d'Alagonia (fino al 1443), conte di Agnate, conte di Councurre e signore di Mérargues[2]
- Petrucci (1442-1456)[3]
- Giovanni Antonio Petrucci (1456-1486), conte di Policastro[4]
- Alla corona (1486-1496)
- Giovanni Carafa detto la Morte (1496-ca. 1530), 1.° conte di Policastro, etc[5][6]
- Pietrantonio Carafa (ca. 1530-1532), 2.° conte di Policastro, etc
- Giovanni Battista Carafa (1532-1574), 3.° conte di Policastro, etc
- Federico Carafa (1574-doppo 1593), 4.° conte di Policastro, etc
- Lelio Carafa (doppo 1593-ca. 1603), 5.° conte di Policastro, etc
- Giulia Carafa (ca. 1603-1608), 6.ª contessa di Policastro, etc
- Don Francesco Carafa (1608-1647), 7.° conte di Policastro, etc
- Don Fabrizio Carafa (1647-1688), 8.° conte di Policastro, etc
- Don Ettore Carafa (1688-1728), 9.° conte di Policastro, principe del Sacro Romano Impero, etc
- Don Gerardo Carafa (1728-1764), 10.° conte di Policastro, principe del Sacro Romano Impero, etc
- Donna Teresa Carafa (1764-1804), 11.ª contessa di Policastro, principessa del Sacro Romanoo Impero, etc
- Don Vincenzo IV Carafa-Cantelmo-Stuart (1804-1814), 12.° conte di Policastro, principe del Sacro Romano Impero, etc
- Don Gennaro Maria Carafa-Cantelmo-Stuart (1814-1851), 13.° conte di Policastro, principe del Sacro Romano Impero, etc
- Don Vincenzo V Carafa-Cantelmo-Stuart (1851-1879), 14.° conte di Policastro, principe del Sacro Romano Impero, etc
- Don Gennaro I Carafa-Cantelmo-Stuart (1879-1903), 15.° conte di Policastro, principe del Sacro Romano Impero, etc
- Don Luigi Carafa-Cantelmo-Stuart (1903-1913), 16.° conte di Policastro, principe del Sacro Romano Impero, etc
- Don Vincenzo VI Carafa-Cantelmo-Stuart (1913-1918), 17.° conte di Policastro, principe del Sacro Romano Impero, etc
- Don Gennaro II Carafa-Cantelmo-Stuart (1918-1982), 18.° conte di Policastro, principe del Sacro Romano Impero, etc
- Don Gregorio Carafa-Cantelmo-Stuart (1982-), 19.° conte di Policastro, principe del Sacro Romano Impero, etc